# Martin Coussoud-Mavoungou
Martin Parfait Aimé Coussoud-Mavoungou (ur. 12 listopada 1959 w Dolisie – 14 marca 2022 w Paryżu) – kongijski polityk, od 2017 do 2021 roku minister ds. badań naukowych i innowacyjności.

## Wykształcenie
Ukończył szkołę podstawową w Les Saras, w Kouilou. Następnie kontynuował katolickiej szkole w Loango oraz w liceum im. Karola Marksa w Pointe-Noire. W 1980 roku ukończył prawo na Uniwersytecie im. Mariena Ngouabiego. Następnie wstąpił do School of Maritime Affairs w Bordeaux. Dwa lata później uzyskał tytuł magistra z prawa gospodarczego na Uniwersytecie Bordeaux I we Francji. W 1983 roku uzyskał certyfikat w dziedzinie prawa morskiego na Uniwersytecie w Nantes, a dwa lata później również dyplom z zakresu spraw morskich na Uniwersytecie w Bordeaux.
W 2010 roku uzyskał doktorat z prawa morskiego na Uniwersytecie w Nantes.

## Kariera zawodowa
Od listopada 1985 do listopada 1987 roku był administratorem marynarzy w Dyrekcji Handlowych Usług Morskich. W 1986 roku Coussoud-Mavoungou został przewodniczącym komitetu ds. Regionalizacji w Regionalnej Akademii Nauki i Technologii oraz Morza (fr. Académie Régionale des Sciences et Techniques et de la Mer) na Wybrzeżu Kości Słoniowej. Od 1987 do 1991 roku był dyrektorem generalnym ds. administracji i marynarzy, a od września 1991 do października 1997 – dyrektorem nawigacji i bezpieczeństwa w Dyrekcji Generalnej Marynarki Handlowej. Od 4 grudnia 1992 do 16 lutego 1994 był dyrektorem generalnym marynarki handlowej. Od 1997 do 1999 roku pracował na różnych stanowiskach przy Ministrze Transportu, Lotnictwa Cywilnego i Marynarki Handlowej. Od 2005 do 2007 był odpowiedzialny za sprawy dotyczące rękodzieła przy Ministrze Małych i Średnich Przedsiębiorstw.
Był honorowym prezesem Kongijskiego Stowarzyszenia Prawa Morskiego.

## Kariera polityczna
Był deputowanym do Zgromadzenia Narodowego w okręgu Mvouti w Kouilou. 30 grudnia 2007 roku został mianowany ministrem transportu morskiego i marynarki handlowej, stanowisko to pełnił do 15 września 2009 roku. Od 2009 do 2015 roku był delegatem ministerstwa ds. marynarki handlowej przy ministrze transportu, lotnictwa cywilnego i marynarki handlowej. Od 10 sierpnia 2015 do 30 kwietnia 2016 roku był ministrem specjalnych stref ekonomicznych, a od 30 kwietnia do 22 sierpnia 2017 roku ministrem ds. gruntów publicznych. 22 sierpnia 2017 roku został mianowany ministrem ds. badań naukowych i innowacyjności.
Po utworzeniu nowego rządu, przez premiera Anatole Collinet Makosso, 15 maja 2021 roku nie został powołany do rady ministrów.
Zmarł 14 marca 2022 roku w Paryżu w wyniku powikłań po operacji wątroby.

## Życie prywatne
Był żonaty, miał dziewięcioro dzieci.

## Odznaczenia i wyróżnienia
- Order Zasługi Morskiej (Francja) (fr. Ordre du Mérite Maritime) – Commandeur (2017)[3][7]
- Order Zasługi Wybrzeża Kości Słoniowej (fr. Ordre National du Mérite de la de la Côte d’Ivoire) – Officier[7]